# 딜라톤
딜라톤(영어: dilaton) 또는 늘임자는 입자물리학에서 칼루자-클라인 등의 축소화되는 여분 차원을 가정하는 이론에서 여분 차원의 부피가 변량일 경우 등장하는 스칼라 입자이다.

## 전개
구체적으로, 일반 상대성 이론에서 시간 차원은 그대로 두고 공간 차원을 3+d 차원으로 확장하고, d가 축소화된 차원이라고 가정하자. 그리고 다음의 계량
{\displaystyle ds_{4+d}^{2}=g_{\mu \nu }(x)dx^{\mu }dx^{\nu }+b^{2}(x)\gamma _{ij}(y)dy^{i}dy^{j}}
을 생각하자. 이 때 확장된 힐베르트 작용 (물질 부분은 생략)
{\displaystyle S={\frac {1}{16\pi G_{4+d}}}\int d^{4+d}x\,R[g_{4+d}]{\sqrt {-g_{4+d}}}\,}
을 d차원에 대해 우선 적분하여 축소화하면
{\displaystyle S={\frac {1}{16\pi G_{4}}}\int d^{4}x\,{\sqrt {-g}}\left[b^{d}R[g]+d(d-1)b^{d-2}g^{\mu \nu }\nabla _{\mu }b\nabla _{\nu }b+R[\gamma ]b^{d-2}\right]}
가 된다. 이것을 다시 규격화하면 축소화되지 않은 부분의 등각 변환을
{\displaystyle {\tilde {g}}_{\mu \nu }=e^{d\ln b(x)}g_{\mu \nu }}
으로 적을 수 있다. 여기서 축소화되는 차원의 크기와 관계 있는 {\displaystyle \ln b(x)}를 다시 규격화하여
{\displaystyle \phi ={\sqrt {\frac {d(d+2)}{2}}}{\tilde {m}}_{p}\ln b(x)}
등으로 쓴 것이 스칼라장인 딜라톤이다.
여기서 {\displaystyle {\tilde {m}}_{p}}는 플랑크 질량이다. 이것들을 활용하여 위의 작용을 다시 쓰면,
{\displaystyle S={\frac {1}{16\pi G_{4}}}\int d^{4}x\,{\sqrt {-{\tilde {g}}}}\left[R[{\tilde {g}}]+{\frac {1}{2}}{\tilde {g}}^{\mu \nu }{\tilde {\nabla }}_{\mu }\phi {\tilde {\nabla }}_{\nu }\phi +{\frac {1}{2}}R[\gamma ]\,{\tilde {m}}_{p}^{2}e^{-{\sqrt {2(d+2)/d}}\,\phi /{\tilde {m}}_{p}}\right]}
이 되어 {\displaystyle \phi }가 스칼라장으로 행동한다는 것을 알 수 있다.
우주론적으로, 딜라톤은 브랜스-딕 이론의 스칼라장처럼 행동하나, 임의의 퍼텐셜을 가질 수 있어 좀 더 일반적이다.

## 끈이론에서의 딜라톤
닫힌 보손 끈 이론에서는 중력자와 캘브-라몽 장과 함께 3종의 무질량 입자 가운데 하나이다. 또한 모든 종류의 초끈이론에서도 존재한다. M이론에서는 축소화 이전에는 존재하지 않는다.
딜라톤의 진공 기댓값은 끈 이론의 결합 상수를 결정한다. 예를 들어 닫힌 끈의 결합 상수는 딜라톤장 {\displaystyle \phi }에 대하여 {\displaystyle g_{\text{s}}=\exp(\langle \phi \rangle )}이다. 즉 끈 결합 상수는 통상적인 양자장론과 달리 기본 상수가 아니라 동적으로 결정되는 값이다.

## 같이 보기
- 양자 중력